# 萊文沃思縣 (堪薩斯州)
萊文沃思縣（英語：Leavenworth County，縮寫LV）為美国堪薩斯州東北部的一個縣，北隔密苏里河與密蘇里州相望，面積1,496平方公里。根据2020年美國人口普查，共有人口81,881人。縣治萊文沃思（Leavenworth）。該縣成立於1855年8月30日，縣名來自萊文沃思堡，該堡紀念建造者亨利·萊文沃思。